# Separazione della luce dalle tenebre

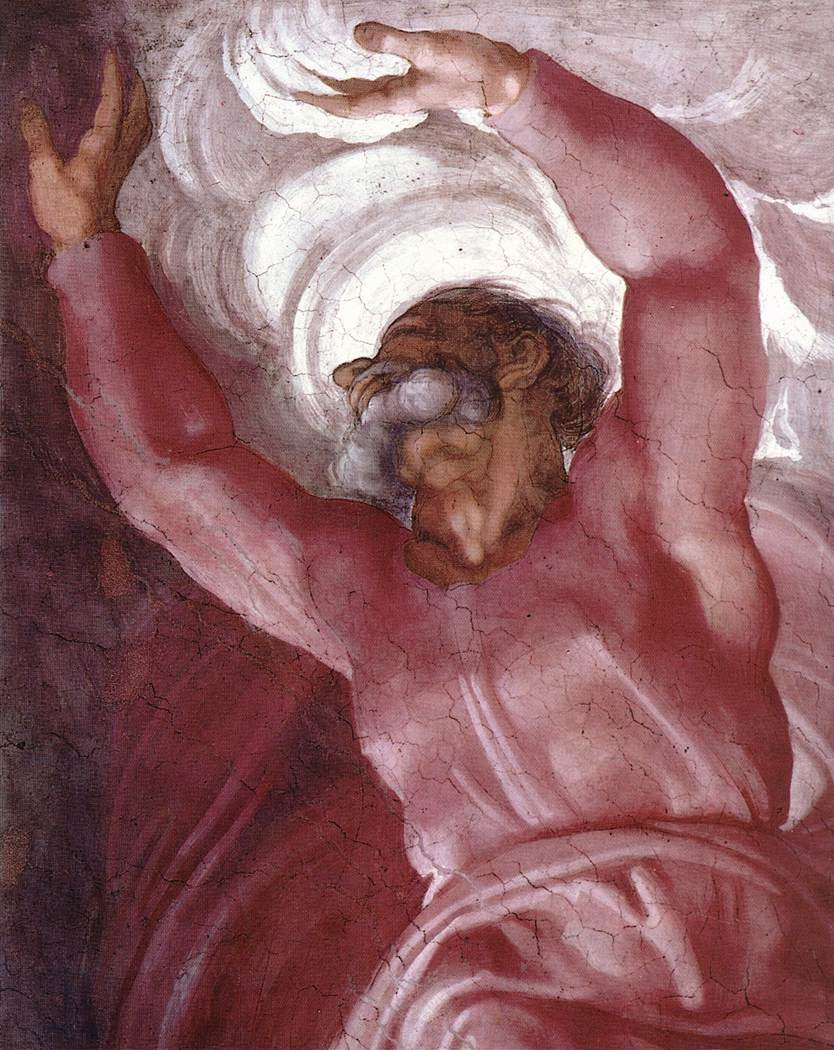
Dettaglio ruotato

La Separazione della luce dalle tenebre è un affresco (180x260 cm) di Michelangelo Buonarroti, databile al 1512 circa e facente parte della decorazione della volta della Cappella Sistina, nei Musei Vaticani a Roma, commissionata da Giulio II.

## Storia
Nel dipingere la volta, Michelangelo procedette dalle campate vicino alla porta d'ingresso, quella usata durante i solenni ingressi in cappella del pontefice e del suo seguito, fino alla campata sopra l'altare. Gli affreschi vennero eseguiti in due metà, divise all'altezza della transenna nella sua posizione originale, più o meno sopra la Creazione di Eva. Ciò fu necessario poiché il ponteggio copriva solo metà della cappella e dovette essere smontato e rimontato dall'altra parte tra una fase e l'altra. La Separazione della luce dalle tenebre (Genesi 1,1-5) fu quindi l'ultima delle scene principali ad essere dipinta, pur essendo la prima in ordine di lettura.
Michelangelo, pressato dalle richieste papali sempre più esigenti per un rapido completamento, arrivò a ultimare il ciclo in sorprendente rapidità. La Separazione della luce dalle tenebre venne ad esempio realizzata in appena una "giornata" d'affresco, sintetizzando al massimo lo stile pittorico senza però per questo compromettere la riuscita del prorompente effetto dinamico dell'insieme. Il disegno venne trasferito dal cartone con l'incisione diretta.

## Descrizione e stile
La scena fa parte del gruppo di tre scene legate alla Creazione del mondo, con la Creazione degli astri e la Separazione delle acque dalla terra. In queste tre scene domina la rappresentazione l'Eterno in volo sopra spazi sconfinati, avvolto dall'ampio mantello rosato. La concezione unitaria delle tre scene ha fatto pensare a un'allusione alla Trinità, ma è più probabile che vi si possa leggere un'allegoria derivata dai testi di sant'Agostino legata rispettivamente all'opera svolta dalla Chiesa nel mondo (acque e terra), alla seconda venuta di Cristo (astri e piante) e al Giudizio finale (tenebre e luce). 
Nella Separazione della luce dalle tenebre Dio, che da solo riempie la quasi totalità della scena, quasi a indicare che prima di tale atto esisteva solo la sua corporeità infinita, fluttua impegnato nell'atto generativo che è alla base del mondo. La sua figura è vista dal basso e roteata, con le braccia alzate mentre dà forma al caos, troncando le masse chiare da quelle scure e originando nella nube gassosa dell'indistinto onde di luce tra le tenebre incombenti.
La gamma cromatica è ridotta, come tipico nelle figure della seconda fase della volta, con le sfumature del viola e le tonalità fredde (bianchi, azzurri, grigi) accordate in passaggi dal chiaro allo scuro di estrema cura. Il viola dopotutto era il colore dei paramenti indossati durante le celebrazioni dell'Avvento e della Quaresima, tra le ricorrenze più solenni celebrate nella cappella. Anche la composizione appare semplificata, con l'unica grande figura divina, che acquisisce così una monumentalità grandiosa. La pennellata, almeno nelle Storie che sono più lontane dello spettatore, diventa più essenziale e scabra, con una lavorazione a tratti intrecciati, simile all'effetto che, in scultura, si ottiene con lo scalpello dentato. Ciò aumenta l'effetto visionario delle storie, soprattutto per contrasto con le figure dei Veggenti e degli Ignudi, pittoricamente più dense e levigate.

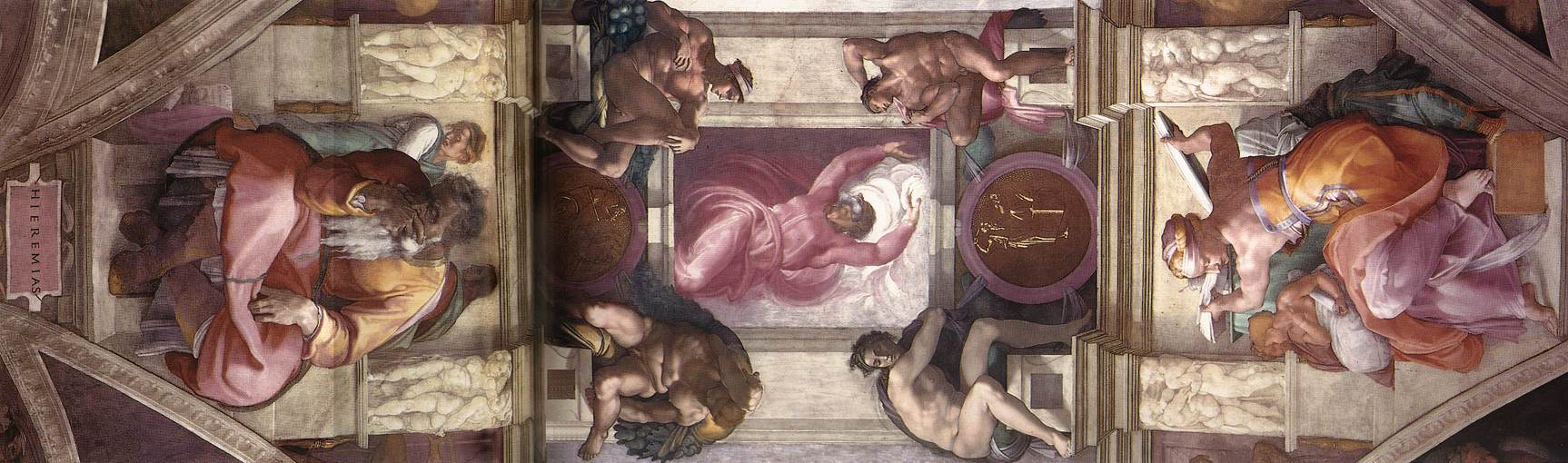
La nona campata
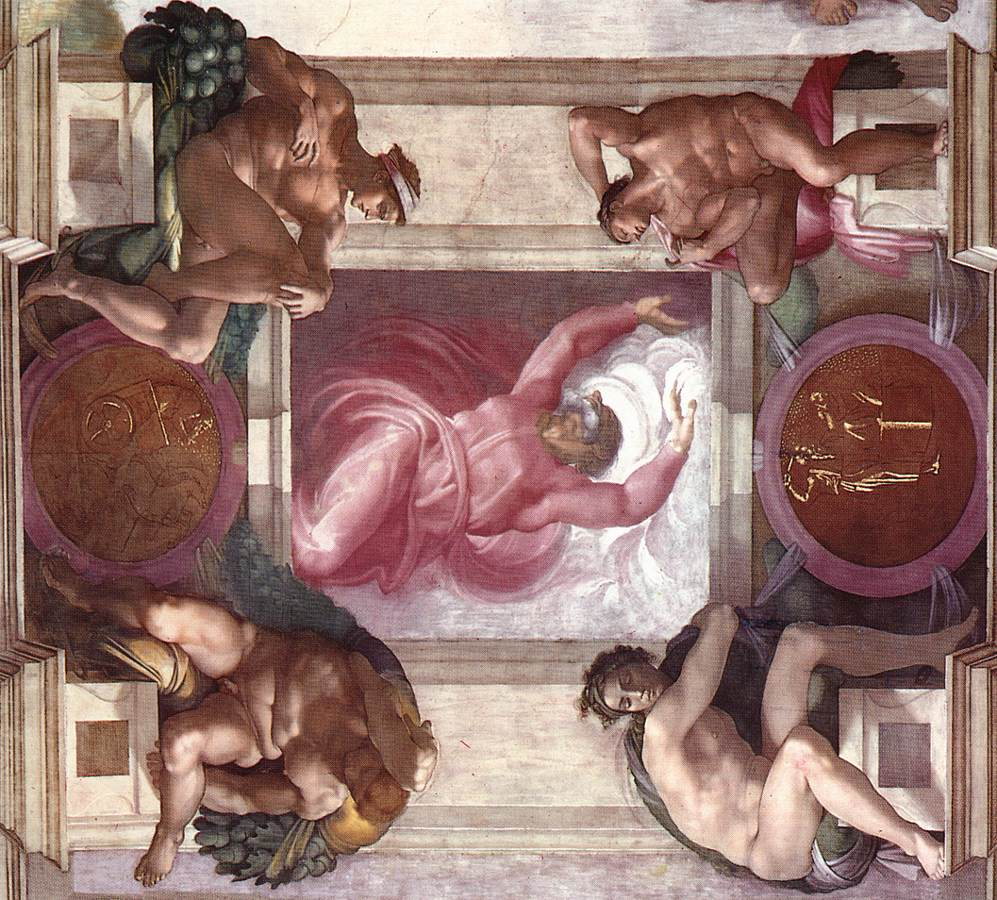
La scena con gli ignudi

### Ignudi e medaglioni

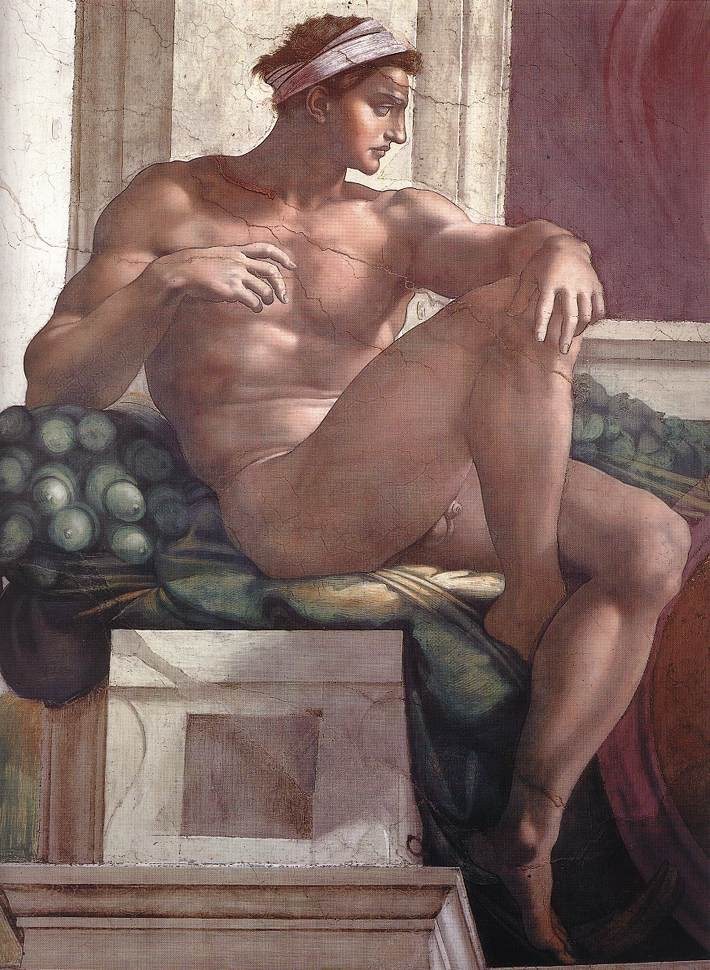
Uno degli Ignudi della nona campata

Nelle ultime campate, procedendo verso l'altare (seguendo quindi l'ordine in cui Michelangelo dipinse le scene), gli Ignudi tendono a invadere sempre più marcatamente i riquadri confinanti, sia minori che maggiori e inoltre viene sempre meno la ritmica organizzazione per simmetrie e contrapposti, in favore di posizioni sempre più sciolte e complesse, sfocianti, come in questo caso, in un agitato dinamismo. Rispetto alle prime campate essi sono inoltre di dimensioni leggermente crescenti e con un maggiore risalto plastico e dinamico, al pari delle corrispondenti figure dei Veggenti. Ciò è dovuto a un'ottimizzazione prospettica per una veduta privilegiata dall'asse centrale della cappella guardando verso l'altare, la stessa che si aveva durante le solenni processioni papali, che vi avevano luogo a partire dall'ingresso cerimoniale, sulla parete est.
Quelli sopra il Geremia hanno atteggiamenti ormai completamente diversificati: quello a sinistra ha una composta posa di profilo di respiro classico, con le gambe elegantemente intrecciate e le braccia aperte a migliorare l'esposizione verso lo spettatore; quello di destra è invece più scomposto, piegato in avanti in una drammatica torsione in scorcio, con tutto il peso della ghirlanda sulle spalle, sprigionante un'energia sovrumana fosse solo per l'illuminazione particolarmente incidente derivata dalla vicinanza alla metà "in luce" della scena principale.
L'altra coppia, sopra la Sibilla Libica converge invece verso il centro, ma con rotazioni del busto opposte e movimenti del capo diversi, tesi a coprire una gamma differenziata di espressioni e di scorci; particolarmente languida è la posizione di quello di destra, con un braccio alzato e la testa reclinata all'indietro. Ciascun "Ignudo" di questa campata richiese tre giornate di lavoro, tranne quello a sinistra sopra la Libica che ne richiese quattro. 
Nei due medaglioni bronzei si vedono altrettante storie dell'Antico Testamento: il Sacrificio di Isacco e Elia che ascende al cielo su un carro di fuoco. Se il primo è letto come una prefigurazione della Passione e Crocifissione di Gesù, il secondo è una profezia dell'ascensione.

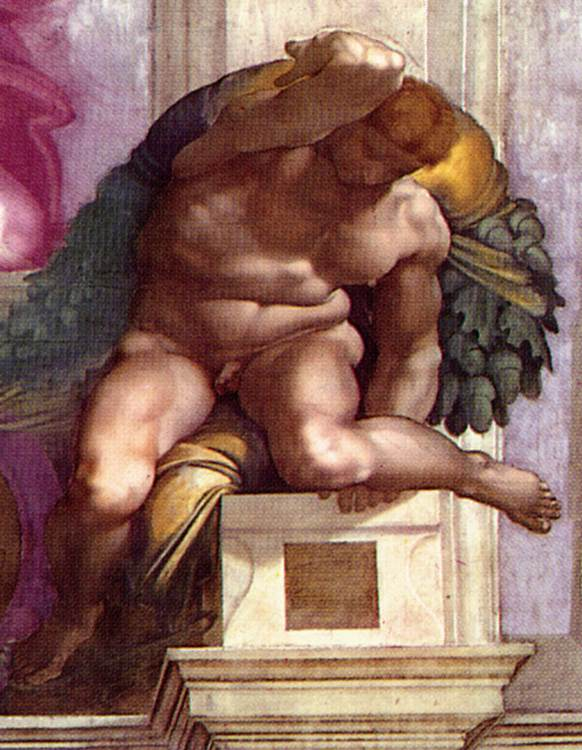
Dettaglio
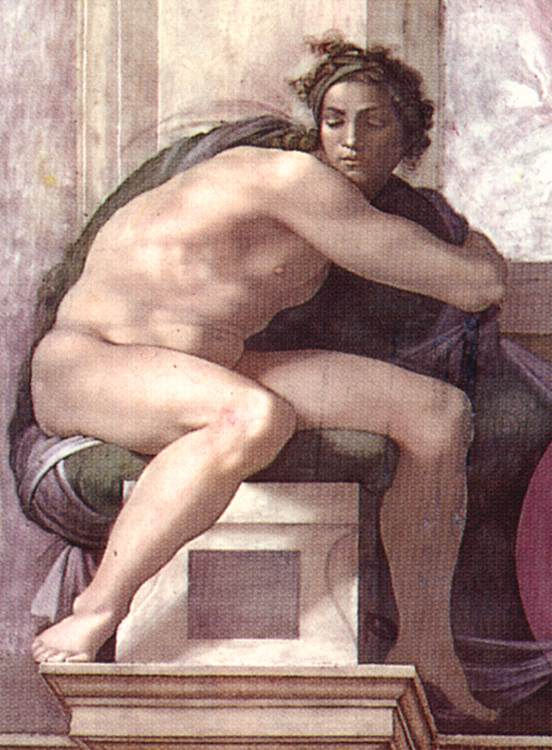
Dettaglio
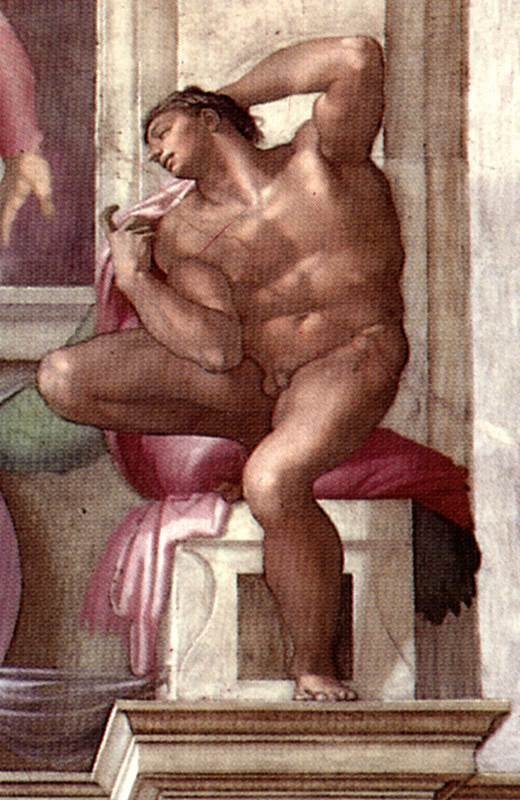
Dettaglio
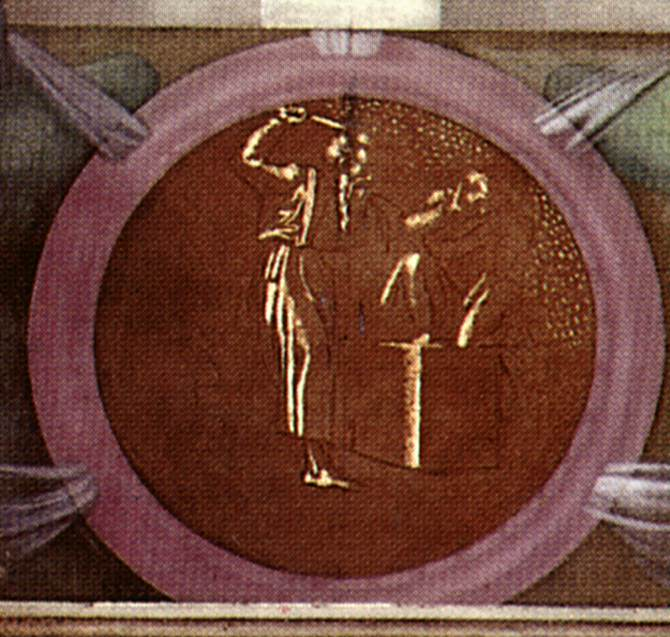
Sacrificio di Isacco
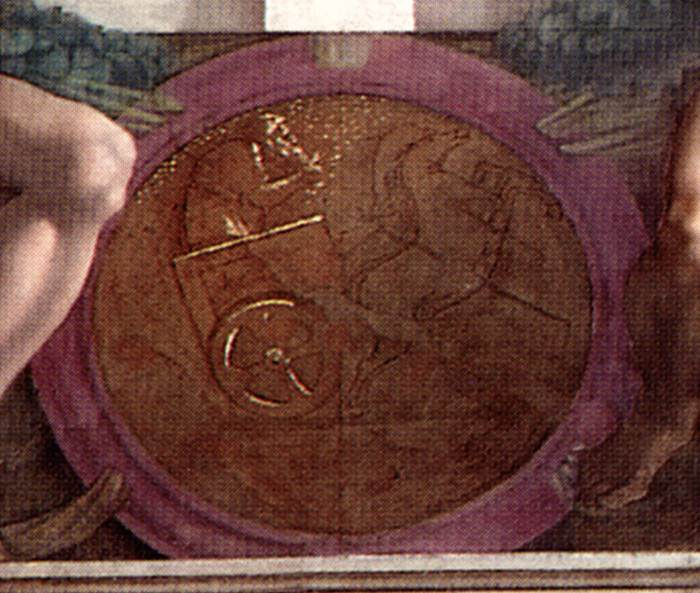
Elia che ascende al cielo su un carro di fuoco